# Fellow Workers
Fellow Workers és un àlbum de la cantant i compositora Ani DiFranco i del cantant folk nord-americà Utah Phillips, publicat al 1999.
Aquesta va ser la segona col·laboració entre DiFranco i Phillips, després de The Past Didn’t Go Anywhere al 1996. A diferencia del primer disc, aquest es basa en dos concerts en directe de petit format (unes 40 persones), dels quals va extraure les cançons que conformen el disc.
El disc està enfocat en cançons sindicalistes associades a Treballadors Industrials del Món. "Fellow Workers!" era l'entrada que acostumaven a utilitzar els seus membres als seus discursos públics.
Fellow Workers va ser nominat a Millor Àlbum de Folk Contemporani als Premis Grammy del 1999.

## Llista de cançons
| Núm. | Títol                      | Compost per                     | Durada |
| ---- | -------------------------- | ------------------------------- | ------ |
| 1.   | «Joe Hill (instrumental)»  | Earl Robinson                   | 2:34   |
| 2.   | «Stupid's Song»            | Utah Phillips / Traditional     | 2:43   |
| 3.   | «The Most Dangerous Woman» | Utah Phillips / Ani DiFranco    | 3:43   |
| 4.   | «Stupid's Pledge»          | Russell Dell                    | 0:14   |
| 5.   | «Direct Action»            | Utah Phillips / Ani DiFranco    | 4:52   |
| 6.   | «Pie in the Sky»           | Joe Hill / Traditional          | 3:30   |
| 7.   | «Shoot or Stab Them»       | Utah Phillips / Ani DiFranco    | 2:44   |
| 8.   | «Lawrence»                 | Utah Phillips                   | 3:29   |
| 9.   | «Bread and Roses»          | James Oppenheim / Utah Phillips | 1:45   |
| 10.  | «Why Come?»                | Utah Phillips / Ani DiFranco    | 6:05   |
| 11.  | «Unless You Are Free»      | Mario Savio                     | 0:22   |
| 12.  | «I Will Not Obey»          | Utah Phillips / Ani DiFranco    | 2:01   |
| 13.  | «The Long Memory»          | Utah Phillips / Ani DiFranco    | 5:33   |
| 14.  | «The Silence That Is Me»   | Ezra Tishman                    | 0:42   |
| 15.  | «Joe Hill»                 | Alfred Hayes / Earl Robinson    | 1:37   |
| 16.  | «The Saw-Playing Musician» | Utah Phillips / Ani DiFranco    | 4:43   |
| 17.  | «Dump the Bosses»          | John Brill / Traditional        | 1:15   |
| 18.  | « The Internationale»      | Pierre Degeyter                 | 2:45   |